# Municipio de Howard (condado de Bates)
El municipio de Howard (en inglés: Howard Township) es un municipio ubicado en el condado de Bates en el estado estadounidense de Misuri. En el año 2010 tenía una población de 554 habitantes y una densidad poblacional de 5,76 personas por km².

## Geografía
El municipio de Howard se encuentra ubicado en las coordenadas 38°4′47″N 94°31′36″O / 38.07972, -94.52667. Según la Oficina del Censo de los Estados Unidos, el municipio tiene una superficie total de 96.14 km², de la cual 93,97 km² corresponden a tierra firme y (2,26 %) 2,18 km² es agua.

## Demografía
Según el censo de 2010, había 554 personas residiendo en el municipio de Howard. La densidad de población era de 5,76 hab./km². De los 554 habitantes, el municipio de Howard estaba compuesto por el 96,39 % blancos, el 0,36 % eran afroamericanos, el 0,36 % eran amerindios, el 0,9 % eran asiáticos, el 0,36 % eran de otras razas y el 1,62 % eran de una mezcla de razas. Del total de la población el 3,61 % eran hispanos o latinos de cualquier raza.